# Koilani
Koilani (en griego: Κοιλάνι) es un villa de Chipre ubicada en el distrito de Limasol, 3 km al sur de Pera Pedi. Según el censo de 2011, tiene una población de 216 habitantes.
El pueblo está conectado a través de una autopista a Pera Pedi en el este, a Vouni y Silikou en el sureste y a Mandria hacia el norte. Koilani ha conservado en gran medida la rica arquitectura tradicional de los pueblos productores de vino del distrito de Limasol.
Hay dos iglesias en el pueblo, una dedicada a Santa María (Panagia) y otra al Hijo unigénito de Dios (Monoghenis). Se usan por  turnos, pues hay pocas personas y un solo sacerdote.

## Etimología
Para el origen del nombre del pueblo hay varias interpretaciones:
1. De acuerdo con una versión, hasta la época bizantina fue llamado "Kourion" o "Korineon" y después del Reino de Chipre tomó su nombre de una región francesa del mismo nombre.
2. Otra versión dice que viene de la antigua ciudad de "Kyllene" en el Peloponeso desde donde llegaron los primeros habitantes de la aldea. Sin embargo, esto no parece muy probable, si aceptamos que el pueblo fue llamado "Kourion" o "Korineon" en la antigüedad.
3. Una tercera versión contempla que el pueblo tomó su nombre al estar al pie de un valle (koilada). Pero en realidad el pueblo está construido en una ladera empinada de la montaña Arames.

## Geografía y economía

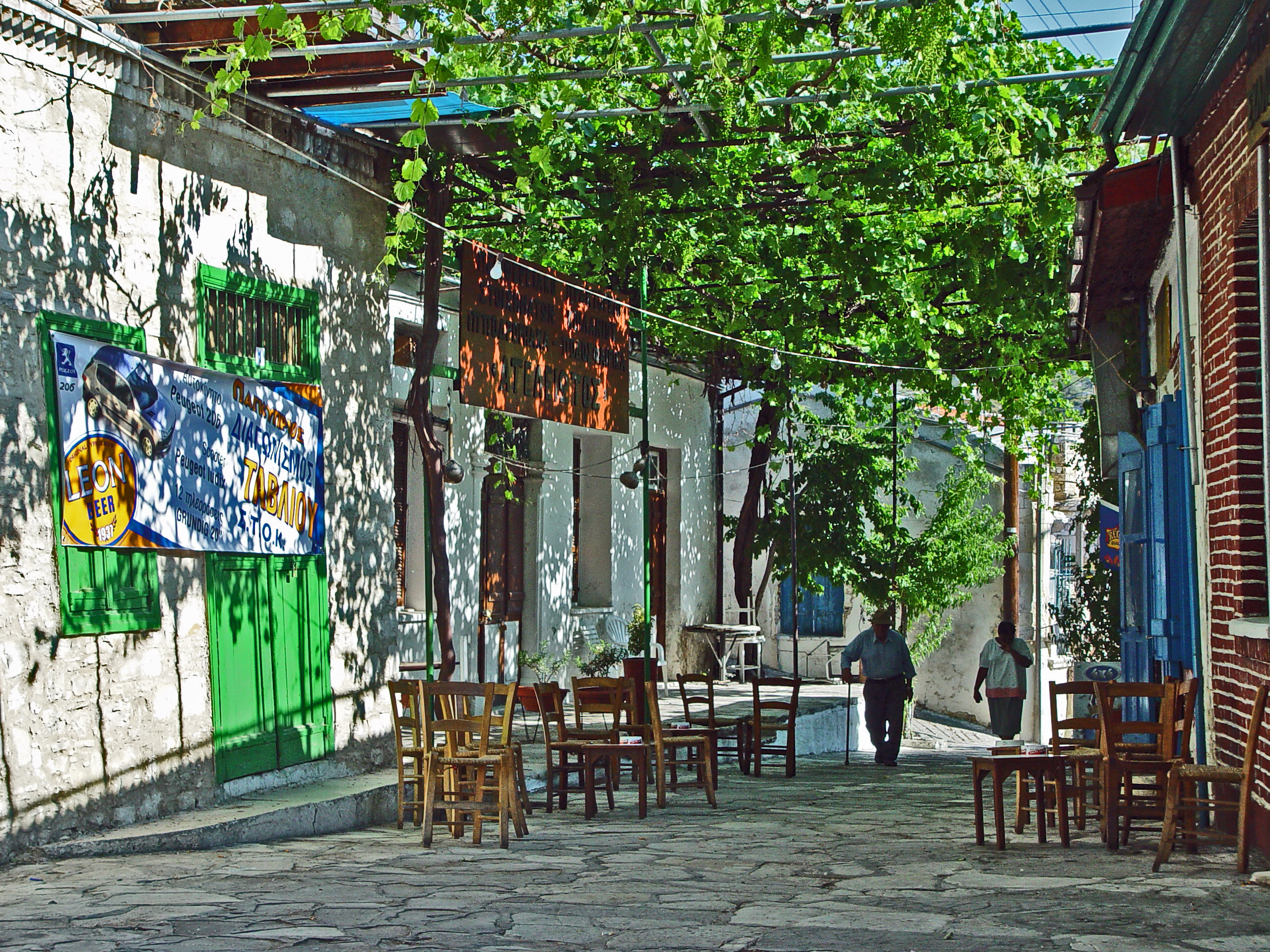
Callejón con vides en pérgolas en el centro de Koilani

El pintoresco pueblo de Koilani descansa cerca de la orilla oeste del río Kryos (Río Frío), un afluente del río Kouris, a una altitud de 820 metros. Las altas cimas de las montañas se ven desde cualquier punto del pueblo, ofreciendo estas una singular belleza al paisaje. Koilani recibe una precipitación media anual de 750 milímetros; en la región se cultiva principalmente vides de distintas variedades de vino así como manzanas, peras, almendras, olivas y árboles de cítricos. Muy pocas áreas de la comunidad están sin cultivar y la vegetación natural crece en ellas. La ganadería es poco relevante.
Koilani se encuentra entre los primeros pueblos productores de vino de Chipre. Además de por la uva y los productos elaborados con pasas como el "khiofterka" (mostillo gelatinoso seco con forma romboidal), ppaluzes (mostillo gelatinoso), "epsiman" (mostillo con melaza), "portos" (pulpa con arrope y trigo), "sousioukkos" (mostillo mezclado con almendras), "Zivania" (bebida alcohólica trasparente y muy fuerte), el pueblo es conocido por su aromáticos "arkatena" (crujientes bizcochos de levadura), así como por sus pasteles dulces y el vino único.

## Población
El pueblo, como todos los pueblos productores de vino de la región, ha pasado por grandes fluctuaciones de población. En 1881 los habitantes de la aldea eran 995, aumentando a 1.119 en 1891 y a 1.301 en 1911. En 1921 los habitantes se redujeron a 1.279, aumentando de nuevo a 1.397 en 1946. Entre los habitantes de la comunidad había 85 turcochipriotas. En 1960 los habitantes disminuyeron a 1.304 (999 grecochipriotas y 35 turcochipriotas). La disminución de la población continuó en 1973, cuando los habitantes bajaron a 874 (839 grecochipriotas y 35 turcochipriotas). Después de la invasión turca de 1974 los habitantes turcochipriotas de la aldea fueron obligados por sus dirigentes a abandonar el pueblo y junto con otros turcochipriotas de otros pueblos se fueron para ser reubicados en los territorios ocupados al norte de la isla. Así, en 1976 los habitantes del pueblo se redujeron a 827, todos grecochipriotas y a 614 en 1982. En 2011 los habitantes del pueblo eran 216.